# Madame Boniface
Pour les articles homonymes, voir Boniface.
Madame Boniface est un opéra-comique en trois actes de Paul Lacôme sur livret de Charles Clairville et Ernest Depré créé aux Bouffes-Parisiens, 20 octobre 1883.
La pièce est jouée 73 fois dans l’année 1883 et 23 fois dans l’année suivante. Elle est également reprise aux États-Unis au Théâtre Wallack (en) en septembre 1884.

## Distribution lors de la création à Paris
| Rôle                        | Voix    | Distribution lors de la première (direction : L. Cantin ) |
| --------------------------- | ------- | --------------------------------------------------------- |
| Friquette (Madame Boniface) | Soprano | Louise Théo                                               |
| Boniface                    | Ténor   | M. Maugé                                                  |
| Annibal                     | Baryton | M. Piccaluga                                              |
| Fridolin                    |         | Charles Lamy                                              |
| Vieille-Brèche              |         | M. Riga                                                   |
| Jacquot                     |         | M. Désiré                                                 |
| Isabelle                    |         | Mme. G. Levasseur                                         |
| Clorinde                    |         | Mme. J. Becker                                            |
| Cydalise                    |         | Mme. Lydie Borel                                          |

## Synopsis
L'action se passe à Paris, sous Louis XV,.

### Acte I
La confiserie de Boniface.
Friquette est la jolie femme du confiseur Boniface. Elle sert derrière le comptoir de la boutique et attire, entre autres clients, le comte Annibal de Tournedor, qui tombe amoureux d’elle. Son mari s’inquiète tant de cet engouement qu'il commet des bévues dans son atelier et produit des bonbons immangeables ou brûlés. Cette perte est compensée par le comte qui passe des commandes extravagantes pour prétexte de voir Madame Boniface – le stock gâté lui est vendu.
L’oncle d'Annibal, Vieille-Brèche, est un officier à la retraite. Il est désireux de marier son neveu et à fait venir à Paris sa jeune pupille, Isabelle, fraîchement sortie d’un couvent et il souhaite que le mariage ait lieu tout de suite. A la recherche de la nouvelle résidence de son neveu, il laisse la jeune fille dans la confiserie. Ils sont suivis à Paris par un jeune artiste, Fridolin, qui, en restaurant les peintures du plafond de la chapelle du couvent, a vu Isabelle et en est tombé amoureux.
De son côté, Boniface s’apprête à envoyer secrètement sa femme à Orléans quelque temps chez un parent afin de la soustraire à l'influence d'Annibal. Isabelle est enfermée dans une pièce à l'arrière de la boutique, mais à travers un œil de bœuf dans la porte voit les bouffonneries de sa destinée avec la maîtresse de la confiserie, et prend la résolution d'aller chez Annibal avec Boniface quand il va livrer les bonbons, afin qu'elle apprenne quelque chose de la vie de l'homme qu'elle va épouser. Lorsque la voiture vient emmener Madame Boniface, le comte soudoie le cocher et, démarrant sa place, s'en va avec elle.

### Acte II
Un salon chez Annibal.
Le comte Annibal de Tournedor a invité une joyeuse société à dîner chez lui. Lorsqu’il apparaît en habit de cocher, il révèle le rapt qu'il a réalisé. Il a conduit madame Boniface dans Paris pendant une heure pour lui faire croire qu'elle a fait un long voyage, et l'a fait monter à son domicile qui n'est qu'en face de la confiserie. Son tête-à-tête est interrompu par l'arrivée successive d'Isabelle, déguisée dans les habits de Madame Boniface et se faisant passer pour la servante du mari, et de Vieille-Brèche et Boniface lui-même portant sa malle. Annibal enrôle ce dernier dans un stratagème pour faire partir l'oncle, mais cela échoue et Boniface découvre finalement sa femme dans les appartements du comte.

### Acte III
La cour de la maison de Boniface.
Le confiseur tente d'intéresser le commissaire du quartier au rapt de sa femme, mais il est congédié : "Bien, mon ami, quand ça recommencera, n'oubliez pas de venir me le raconter. Vous m'avez fait passer un bien bon moment."
Friquette s'échappe de la maison du comte et retourne dans sa boutique. Grâce à un billet qu'elle avait écrit au comte, elle peut facilement prouver son innocence. Ils se réconcilient et le confiseur abandonne son projet de retour au pays.
Fridolin s'est enfui avec Isabelle et le couple se réfugie également à la confiserie. Le couple obtient finalement le consentement de Vieille-Brèche pour leur union et le comte qui n'a finalement ni Friquette ni Isabelle aura peut-être appris le risque de courir deux lièvres à la fois.

## Numéros

### Acte I
- Introduction
- Chœur : "A la boutique Jacquot"
- Air bouffe (Vieille-Brèche) : "Ce matin je quitte"
- Romance (Annibal) : "Comme la fleur qui brille"
- Rondeau (Fridolin) "Elle y venait"
- Scène et couplets (Friquette) : "Merci, mes chers amis,"
- Chœur (Friquette) : "Couplets Pourquoi prendre ce front sévère"
- Trio (Friquette, Boniface, Annibal) "Faisons des cornets,"
- Final "Comme nous passions sur la place"
- Rondeau des adieux (Friquette) : "Adieu c’est dit je m’en vais en voyage"

### Acte II
- Entracte
- Chœur d’introduction : "Pour un joyeux repas"
- Couplet et ensemble (Clorinde, Cydalise, Fridolin) : "D’où te vient ce projet morose"
- Petit chœur de sortie : "Il ramène une belle"
- Couplets (Friquette) : "Monsieur je suis à Boniface"
- Chanson (Vieille-Brèche) : "Au calme plat"
- Couplets (Annibal) : "Moi si j’étais époux"
- Couplets et ensemble (Friquette, Isabelle, Boniface) : "Dès les premiers jours du monde"
- Duo (Friquette, Annibal) : "Ah ! Je vous aime à la folie"
- Final : "Ah ! Quel souper délectable !"

### Acte III
- Entracte
- Choeur : "Comme tous les matins à la confiserie Jacquot"
- Terzettino et couplets (Friquette, Isabelle, Fridolin) : "Pourquoi vous chagriner"
- Couplets-menuet (Annibal) : "Ah ! Que tu connais peu les femmes"
- Chanson auvergnate (Friquette) : "Tu vas m’écouta"
- Final : "Comme nous passions sur la place"

## Critiques
Les critiques de l’œuvre sont plutôt bonnes. Le livret est jugé "gai et sans prétention" et "clair et bien fait". Il ferait "honneur aux deux jeunes écrivains". Les quiproquos du deuxième acte sont jugés amusants. Tous soulignent la proximité du livret avec celui de La Jolie Parfumeuse de Jacques Offenbach,.
La musique de Paul Lacôme est jugée fine et charmante : « c’est du bon opéra comique ».
La critique salue également le retour à Paris de Louise Théo de retour de sa première tournée américaine et sa prestation dans l’œuvre : « Jusqu’à ce jour, Théo avait des fanatiques et des détracteurs ; depuis Madame Boniface, les détracteurs se sont ralliés ».